# 鴛鴦炒飯

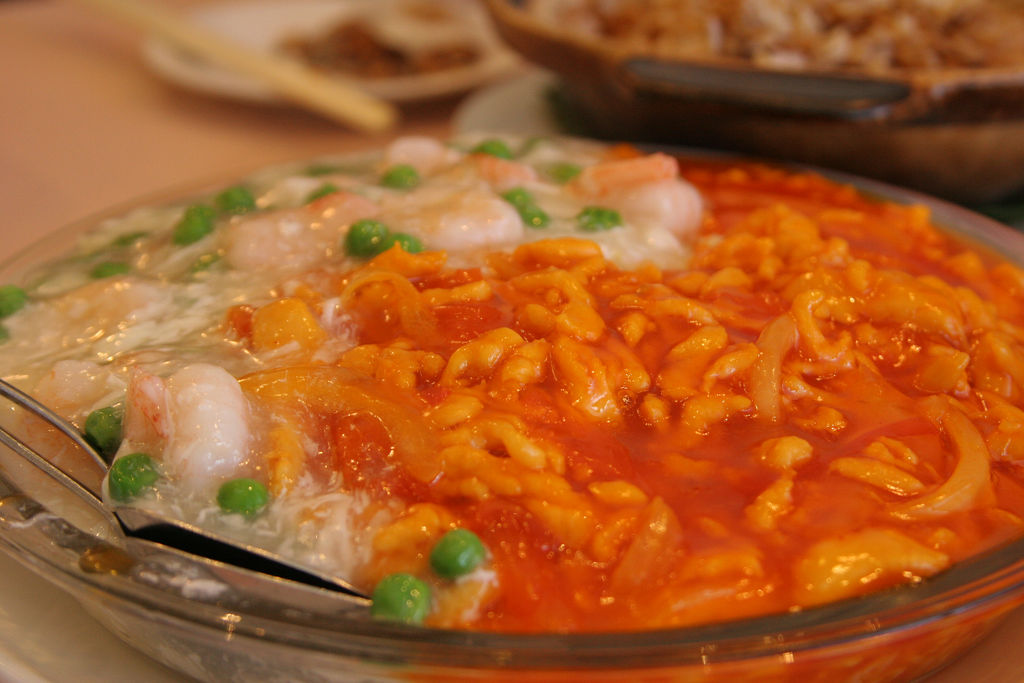
鴛鴦炒飯

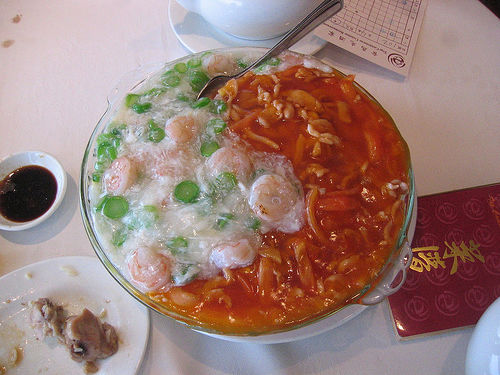
別の鴛鴦炒飯

鴛鴦炒飯（ユンヨンチャーハン）は香港とマカオの茶餐廳、レストランと香港式ファーストフード店によく見られる料理。通常、鶏肉と玉葱のトマトソースとシーフードのホワイトソースが卵の炒飯の上にのっている。レストランでは一般に鴛鴦炒飯を太極の樣式に作るため、またの名を太極鴛鴦飯ともいい、他は4羽食べてつりあいがとれる形に作る。